# Lanarvily
Lanarvily (en bretó Lannarvili) és un municipi francès, situat a la regió de Bretanya, al departament de Finisterre. L'any 2006 tenia 345 habitants.

## Demografia
| 1962                                       | 1968 | 1975 | 1982 | 1990 | 1999 |
| ------------------------------------------ | ---- | ---- | ---- | ---- | ---- |
| 355                                        | 291  | 270  | 272  | 281  | 266  |
| Des de 1962: població sense dobles comptes |      |      |      |      |      |

## Administració
| Període   | Identitat            | Partit |
| --------- | -------------------- | ------ |
| 2001-2008 | Pierre Menes         |        |
| 2008-     | Marie-Gabrielle Ogor |        |